# Hipolit Niepokulczycki
Hipolit Niepokulczycki, ps. „Paweł” (ur. 22 września lub 6 października 1894, zm. 21 grudnia 1971 w Elblągu) – urzędnik samorządowy w II Rzeczypospolitej i PRL, działacz konspiracji podczas II wojny światowej, członek Rady Związku Powiatów Rzeczypospolitej Polskiej w 1933.

## Życiorys
Urodził się w 1894 (według jednego źródła 22 września w Tretelnikach na Wołyniu, według innego źródła 6 października w Brukijowce w ówczesnym powiecie starokonstantynowskim na Podolu) jako syn Franciszka i Marii z domu Popławskiej. W 1912 ukończył gimnazjum w Żytomierzu, a w 1917 studia na Wydziale Prawa Uniwersytetu w Kijowie. Podczas I wojny światowej od 1915 do 1918 pracował w Centralnym Komitecie Obywatelskim na Ukrainie. W 1919 został członkiem Polskiego Powiatowego Komitetu Wykonawczego w Białej Cerkwi. W Piotrogrodzkim Towarzystwie Opieki nad Wygnańcami był sekretarzem.
W 1920 przybył do niepodległej Polski i rozpoczął służbę w administracji państwowej II Rzeczypospolitej w Urzędzie Wojewódzkim w Lublinie. W 1921 został członkiem Komisji Dyscyplinarnej Urzędu Wojewódzkiego w Lublinie. Następnie był inspektorem starostw w Wydziale Prezydialnym Urzędu Wojewódzkiego w Lublinie, skąd na początku maja 1924 został mianowany starostą powiatu węgrowskiego w Węgrowie. Później, od 17 marca 1925 był starostą powiatu kowelskiego w Kowlu, starostą powiatu krzemienieckiego w Krzemieńcu od 1927, od stycznia 1929 powiatu grudziądzkiego w Grudziądzu oraz jednocześnie był starostą tamtejszego powiatu grodzkiego. 11 grudnia 1935 został mianowany na stanowisko wicewojewody tarnopolskiego. W kwietniu 1936 został prezesem okręgu Ligi Obrony Powietrznej i Przeciwgazowej w Tarnopolu (jego poprzednikiem był Kazimierz Gintowt-Dziewiałtowski). Stanowisko wicewojewody tarnopolskiego sprawował do końca 1938, po czym objął w 1939 urząd starosty powiatu rówieńskiego (tym samym zamieniony posadami z Bazylim Rogowskim).
Po wybuchu II wojny światowej 1939, kampanii wrześniowej od października 1939 działał w konspiracji jako zastępca szefa Oddziału Politycznego Dowództwa Głównego Służby Zwycięstwu Polski, następnie Biura Informacji i Propagandy Komendy Głównej Związku Walki Zbrojnej – Armii Krajowej. Odszedł z BIP-u w końcu 1940 i został zastępcą Szefa Biur Wojskowych KG ZWZ-AK Ludwika Muzyczki.
Po wojnie brał czynny udział przy odbudowie Żuław. Był starostą, a w latach 1946–1948 przewodniczącym Powiatowej Rady Narodowej w Elblągu. Wybrany w 1957 pierwszym przewodniczącym Rady Robotniczej w tamtejszych Zakładach Mięsnych. Zmarł w Elblągu 21 grudnia 1971. Pochowany na cmentarzu komunalnym w Sopocie (kwatera N10-5-5).

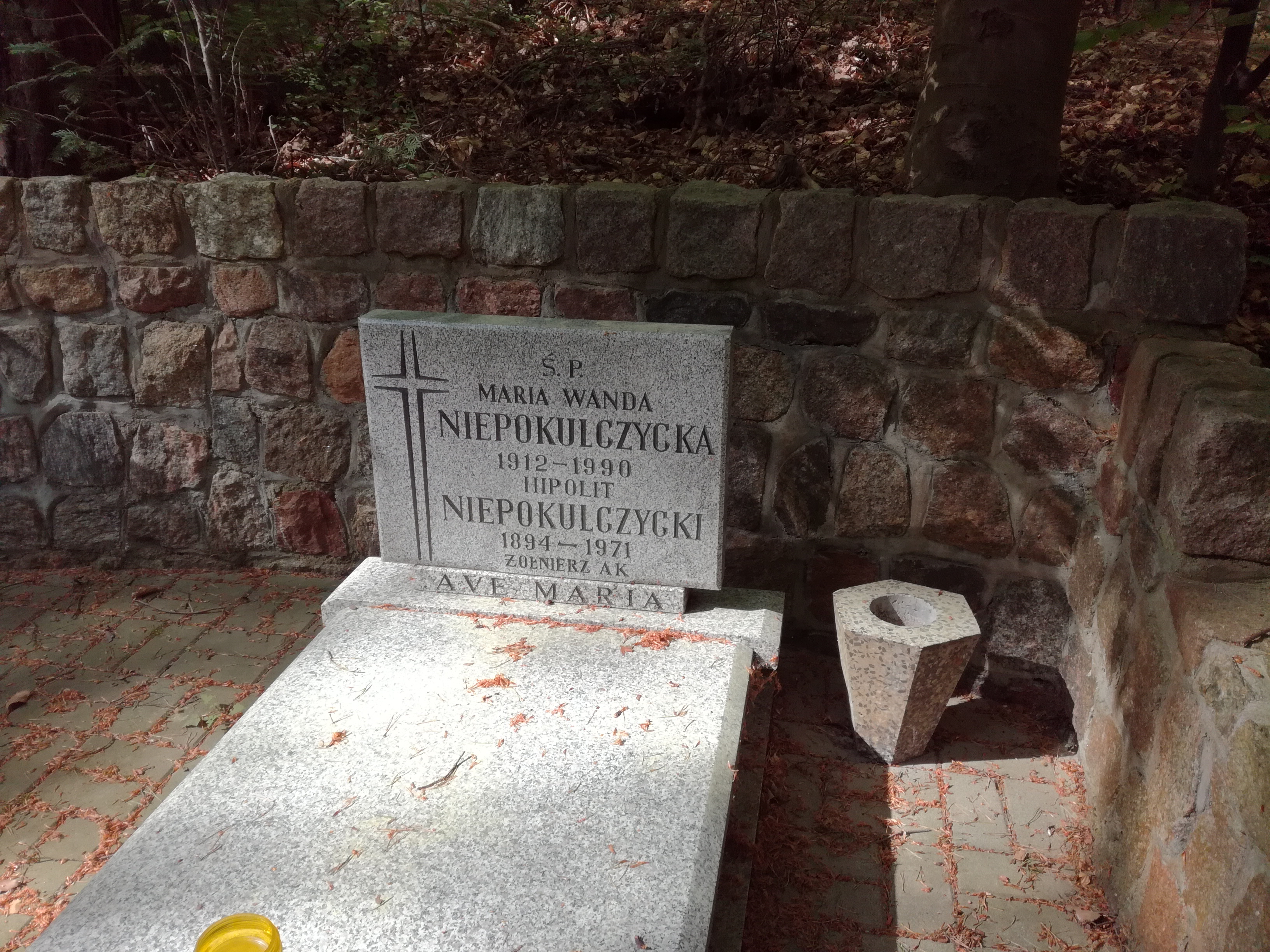
Grób Hipolita Niepokulczyckiego na cmentarzu komunalnym w Sopocie

## Odznaczenia
- Złoty Krzyż Zasługi (1970)
- Złota Odznaka Honorowa Ligi Obrony Powietrznej i Przeciwgazowej I stopnia[15]
- Srebrna Odznaka Honorowa Ligi Obrony Powietrznej i Przeciwgazowej II stopnia[16]